# Næturvaktin
Næturvaktin (Die Nachtschicht) ist eine isländische Comedy-Fernsehserie. Sie stellt den ersten Teil einer Trilogie dar, die mit den Serien Dagvaktin und Fangavaktin fortgesetzt wurde. Die Serie wurde erstmals 2007 auf dem Sender Stöð 2 ausgestrahlt. Im selben Jahr gewann sie den isländischen Edda-Preis in der Kategorie Beste Fernsehserie.
Die Trilogie wurde 2009 mit dem Kinofilm Bjarnfreðarson abgeschlossen, der in Island sehr erfolgreich war und bei den Eddas als „Film des Jahres“ ausgezeichnet wurde.

## Hintergrund
Næturvaktin schildert das Leben dreier Angestellter einer Tankstelle am Laugavegur in Reykjavík. Die Hauptfigur ist Georg Bjarnfreðarson (Jón Gnarr), der exzentrische kommunistische Vorgesetzte der Nachtschicht. Ólafur Ragnar (Pétur Jóhann Sigfússson) ist ein einfacher Angestellter von gutwilliger Wesensart. Daníel (Jörundur Ragnarsson), der sein Medizinstudium abgebrochen hat, nimmt seine Arbeit an der Tankstelle zu Beginn der Serie auf.
Unter der Fuchtel des machtgierigen Georg sehen sich Ólafur und Daníel zu ungewöhnlichen, unsinnigen und manchmal auch gefährlichen Aktivitäten genötigt. Beispielsweise inszeniert Georg in einer Episode übungshalber einen Überfall auf die Tankstelle, wobei Ólafur die Rolle des Angreifers zu übernehmen hat. Georg sprüht ihm ein Gefrierschutzmittel in die Augen und ringt ihn zu Boden. Als in diesem Moment die Tankstellen-Gebietsleiterin erscheint, bringt Georg seine typische Ausrede „Das war bloß ein Missverständnis“ an.

## Figuren

### Georg Bjarnfreðarson
Georg Bjarnfreðarson ist der exzentrische Vorgesetzte der Nachtschicht an der Shell-Tankstelle am Laugavegur. Er ist ein machthungriger Kommunist, der die Sowjetunion idealisiert, lebt aber nach wie vor bei seiner Mutter. Auffällig ist auch Georgs schwärmerische Verehrung für Schweden und die schwedische Kultur. Angeblich hat er fünf akademische Abschlüsse, die er gerne aufzählt: in Psychologie, Soziologie, Pädagogik, Politikwissenschaft, sowie ein Lehrerdiplom. Er liebt Bürokratie und genießt es, die Nerven seiner Untergebenen durch immensen Aufwand im Umgang mit trivialen Angelegenheiten zu strapazieren, beispielsweise indem er eine geheime Abstimmung inszeniert, um über die Verwendung der Urlaubskasse zu entscheiden. Er besteht darauf, über Walkie-Talkies zu kommunizieren, und spricht Ólafur und Daníel darüber als „Angestellte auf dem Platz“ an, eine weitere seiner typischen Phrasen. Eine Niederlage kann er unter keinen Umständen akzeptieren, auch nicht in der dümmsten Situation. Georg hat einen übergewichtigen elfjährigen Sohn, Flemming Geir, den er vernachlässigt und der im Lagerraum der Tankstelle Schokolade klaut.

### Ólafur Ragnar Hannesson
Ólafur Ragnar Hannesson ist der dienstälteste Angestellte der Tankstelle. Er wäre gerne Bandmanager und versucht immer wieder, Auftritte für seine Freunde von der Band Sólin („Die Sonne“) zu organisieren. Die Band hat jedoch schnell genug von seiner organisatorischen Unfähigkeit und von seiner völlig fehlenden Kenntnis der Musikbranche, so dass sie ihn als Manager fallen lässt. Er wird zur Zielscheibe von Georgs Spott, als er seine musikalischen Ambitionen weiter verfolgt, indem er an einer Castingshow teilnimmt. Gutwillig aber leichtgläubig, gerät Ólafur häufig in Schwierigkeiten, so als Opfer eines Vorschussbetrügers aus Nigeria oder als er ein chinesisches Nahrungsergänzungsmittel einnimmt, das angeblich seine Muskeln aufbauen soll, aber zu Milchabsonderung führt. Er ist unterwürfig und gehorcht Georgs Anweisungen widerspruchslos, egal wie ungewöhnlich sie sind.

### Daníel Sævarsson
Daníel Sævarsson hat sein Medizinstudium abgebrochen und nimmt die Arbeit an der Tankstelle zu Beginn der Serie auf. Er ist scheu, introvertiert und weiß nicht recht, was er mit seinem Leben anfangen soll. Daníel leidet unter Ängsten und Depressionen und hat jegliche Verbindungen zu seiner Familie abgebrochen. Im Gegensatz zu Ólafur erkennt er die Unsinnigkeit von Georgs Entscheidungen und widerspricht ihm häufig, wenn ihm etwas unfair erscheint. Seine Ex-Freundin und Familienmitglieder erscheinen in der Serie mehrmals und versuchen, ihn davon zu überzeugen, sein Studium wieder aufzunehmen und wie sein Vater und Großvater Arzt zu werden. Er ist intelligent und häufig in der Lage, Georg zu beschämen, beispielsweise als er erkennt, dass ein von Georg als Betrunkener attackierter Kunde in Wirklichkeit das Opfer eines Schlaganfalls ist. Zu Georgs Verärgerung ist Daníel auch ein viel besserer Schachspieler. Daníel leidet unter Stimmungsschwankungen und neigt dazu, aus dem Raum zu stürmen, wenn ihn Georg wütend gemacht hat. Die junge Ylfa Dís, die am Kiosk neben der Tankstelle arbeitet, scheint an ihm interessiert zu sein, Daníel bleibt aber anfänglich zurückhaltend.

## Musik
Das Titelstück ist das Lied Kyrrlátt kvöld („Ruhiger Abend“) der isländischen Punkband Utangarðsmenn. Das Lied Jón pönkari („Jón der Punk“) von Bubbi Morthens (einem früheren Mitglied von Utangarðsmenn) schließt jede Episode ab und wird in allen Serien der Trilogie verwendet, während Kyrrlátt kvöld nur in der ersten Serie zu hören ist.

## Internationale Ausstrahlung und Adaptationen
2011 wurde Næturvaktin auf dem britischen Sender BBC Four im Rahmen seiner Reihe Wonders of Iceland unter dem Titel The Night Shift ausgestrahlt. In Norwegen wurde 2012 unter dem Titel Nattskiftet eine Neuverfilmung der Serie mit norwegischen Schauspielern produziert. 2010 gab es auch Pläne für ein US-Remake, das die erste US-Adaption einer isländischen Serie dargestellt hätte, bislang aber nicht verwirklicht wurde.
Seit dem 31. Juli 2018 lief auf ZDFneo die deutsche Serie Tanken – mehr als Super, die sich stark an Næturvaktin anlehnt.